# 28 juillet aux Jeux olympiques d'été de 2024
Navigation
27 juillet 29 juillet
Le dimanche 28 juillet 2024 est le 4e jour officiel de compétitions des Jeux olympiques d'été de 2024 à Paris en France en tenant compte des épreuves anticipées qui ont débuté le 24 juillet 2024.

## Présentation de la journée
Les compétitions commencent à 8h30 et finissent après minuit. Dans le détail, 25 disciplines sont au programme de cette journée du 28 juillet,, dont :
- le début des séries d'aviron pour le 2 de couple poids léger, le 2 de pointe et le 4 de pointe sans barreur et les repêchages en skiff et 2 de couple ;
- la suite des phases de poules en badminton (sur les 5 tableaux) ;
- la suite du tournoi masculin et le début du tournoi féminin de basket à 5 (4 matchs de poules) ;
- les premiers tours en boxe pour les poids mouches et welters chez les femmes et pour les poids plumes, welters et les lourds chez les hommes ;
- les demi-finales et la finale du K1 femmes en canoë-kayak slalom ;
- la course féminine de VTT cross-country ;
- la suite des concours complets en équitation avec le cross-country ;
- 2 épreuves individuelles d'escrime : l'épée chez les hommes et le fleuret chez les femmes ;
- la suite du tournoi féminin de football (6 matchs de poules) ;
- les qualifications femmes en gymnastique artistique ;
- la suite du tournoi féminin de handball (6 matchs de poules) ;
- la suite des tournois hommes et femmes de hockey sur gazon (matchs de poules) ;
- 2 épreuves individuelles en judo dans les catégories moins de 52 kg (femmes) et moins de 66 kg (hommes) ;
- la suite des épreuves de natation dont 3 finales ;
- le début du tournoi féminin de rugby à sept ;
- les qualifications et la finale du street femmes en skateboard ;
- la suite des séries (2e tour) en surf à Tahiti ;
- la suite des premiers tours en tennis pour les tableaux de simple et de double ;
- la suite des premiers tours en simple en tennis de table et les quarts de finale en double mixte ;
- la suite des épreuves de tir (à Châteauroux) dont 2 finales en pistolet ;
- l'épreuve par équipes féminines en tir à l'arc ;
- les premières régates en voile (à Marseille) pour les planches à voile (IQFoil) et en skiff (49er, 49er FX) ;
- la suite du tournoi masculin et le début du tournoi féminin de volley-ball (4 matchs de poules) ;
- la suite des tournois hommes et femmes de beach-volley (matchs de poules) ;
- le début du tournoi masculin de water-polo (6 matchs de poules).

## Programme détaillé
| Heure UTC+02:00 (France)                      |               |
| bleu                                          | Cérémonie     |
| neutre                                        | Épreuve       |
| or                                            | Finale        |
| orange                                        | Petite finale |
| rose                                          | Reporté       |
| gris                                          | Annulé        |
| Compétition masculine                         | Hommes        |
| Compétition féminine                          | Femmes        |
| Compétition mixte (hommes et femmes mélangés) | Mixte         |
| Compétition en couple (1 homme et 1 femme)    | Couple        |
| modifier                                      |               |

| Horaire | Discipline Spécialité | Discipline Spécialité                                 | Discipline Spécialité                         | Phase                      | Résultats                                                                  | Références |
| ------- | --------------------- | ----------------------------------------------------- | --------------------------------------------- | -------------------------- | -------------------------------------------------------------------------- | ---------- |
| 8 h 30  |                       | Badminton Double mixte                                | Compétition en couple (1 homme et 1 femme)    | Tours préliminaires        | -                                                                          | -          |
| 8 h 30  |                       | Badminton Simple                                      | Compétition femmes                            | Tours préliminaires        | -                                                                          | -          |
| 9 h 0   |                       | Aviron Skiff                                          | Compétition femmes                            | Repêchages                 | -                                                                          | -          |
| 9 h 0   |                       | Beach-volley Tournoi masculin                         | Compétition hommes                            | Tours préliminaires        | -                                                                          | -          |
| 9 h 0   |                       | Beach-volley Tournoi féminin                          | Compétition femmes                            | Tours préliminaires        | -                                                                          | -          |
| 9 h 0   |                       | Handball Tournoi féminin                              | Compétition femmes                            | Tour préliminaire Groupe B | Brésil 24 - 25 Hongrie                                                     |            |
| 9 h 0   |                       | Volley-ball Tournoi féminin                           | Compétition femmes                            | Tour préliminaire Groupe C | Italie 3 - 1 République dominicaine                                        |            |
| 9 h 15  |                       | Tir Carabine à 10 m air comprimé                      | Compétition femmes                            | Qualifications             | -                                                                          | -          |
| 9 h 20  |                       | Badminton Double                                      | Compétition hommes                            | Tours préliminaires        | -                                                                          | -          |
| 9 h 30  |                       | Gymnastique artistique Qualifications (Groupe 1)      | Compétition femmes                            | Qualifications             | -                                                                          | -          |
| 9 h 30  |                       | Tir Pistolet à 10 m air comprimé                      | Compétition hommes                            | Finale                     | Xie Yu · Federico Nilo Maldini · Paolo Monna                               |            |
| 9 h 30  |                       | Tir à l'arc Par équipes                               | Compétition femmes                            | 8e de finale               | -                                                                          | -          |
| 9 h 36  |                       | Aviron Skiff                                          | Compétition hommes                            | Repêchages                 | -                                                                          | -          |
| 10 h 0  |                       | Hockey sur gazon Tournoi féminin                      | Compétition femmes                            | Tour préliminaire Groupe A | Belgique 2 - 1 Chine                                                       |            |
| 10 h 0  |                       | Judo Moins de 66 kg                                   | Compétition hommes                            | 32e de finale              | -                                                                          | -          |
| 10 h 0  |                       | Judo Moins de 52 kg                                   | Compétition femmes                            | 32e de finale              | -                                                                          | -          |
| 10 h 0  |                       | Tennis de table Simple                                | Compétition hommes                            | 32e de finale              | -                                                                          | -          |
| 10 h 0  |                       | Tennis de table Simple                                | Compétition femmes                            | 32e de finale              | -                                                                          | -          |
| 10 h 10 |                       | Aviron Deux de couple                                 | Compétition femmes                            | Repêchages                 | -                                                                          | -          |
| 10 h 10 |                       | Badminton Double                                      | Compétition femmes                            | Tours préliminaires        | -                                                                          | -          |
| 10 h 20 |                       | Aviron Deux de couple                                 | Compétition hommes                            | Repêchages                 | -                                                                          | -          |
| 10 h 28 |                       | Judo Moins de 66 kg                                   | Compétition hommes                            | 16e de finale              | -                                                                          | -          |
| 10 h 28 |                       | Judo Moins de 52 kg                                   | Compétition femmes                            | 1/4 de finale              | -                                                                          | -          |
| 10 h 30 |                       | Aviron Deux sans barreur                              | Compétition femmes                            | Séries                     | -                                                                          | -          |
| 10 h 30 |                       | Équitation Concours complet individuel Cross-country  | Compétition mixte (hommes et femmes ensemble) | Tours préliminaires        | -                                                                          | -          |
| 10 h 30 |                       | Équitation Concours complet par équipes Cross-country | Compétition mixte (hommes et femmes ensemble) | Tours préliminaires        | -                                                                          | -          |
| 10 h 30 |                       | Hockey sur gazon Tournoi féminin                      | Compétition femmes                            | Tour préliminaire Groupe A | Allemagne 2 - 0 Japon                                                      |            |
| 10 h 30 |                       | Water-polo Tournoi masculin                           | Compétition hommes                            | Tour préliminaire Groupe B | Australie 5 - 9 Espagne                                                    |            |
| 11 h 0  |                       | Aviron Deux sans barreur                              | Compétition hommes                            | Séries                     | -                                                                          | -          |
| 11 h 0  |                       | Badminton Simple                                      | Compétition hommes                            | Tours préliminaires        | -                                                                          | -          |
| 11 h 0  |                       | Basket-ball Tournoi masculin                          | Compétition hommes                            | Tour préliminaire Groupe C | Soudan du Sud 90 - 79 Porto Rico                                           |            |
| 11 h 0  |                       | Boxe Poids plumes (Moins de 57 kg)                    | Compétition hommes                            | 16e de finale              | -                                                                          | -          |
| 11 h 0  |                       | Handball Tournoi féminin                              | Compétition femmes                            | Tour préliminaire Groupe A | Corée du Sud 23 - 30 Slovénie                                              |            |
| 11 h 0  |                       | Natation 200 m nage libre                             | Compétition hommes                            | Séries                     | -                                                                          | -          |
| 11 h 0  |                       | Natation 400 m 4 nages                                | Compétition hommes                            | Séries                     | -                                                                          | -          |
| 11 h 0  |                       | Natation 100 m brasse                                 | Compétition femmes                            | Séries                     | -                                                                          | -          |
| 11 h 0  |                       | Natation 100 m dos                                    | Compétition hommes                            | Séries                     | -                                                                          | -          |
| 11 h 0  |                       | Natation 200 m nage libre                             | Compétition hommes                            | Séries                     | -                                                                          | -          |
| 11 h 15 |                       | Tir Carabine à 10 m air comprimé                      | Compétition hommes                            | Qualifications             | -                                                                          | -          |
| 11 h 16 |                       | Boxe Poids welters (Moins de 71 kg)                   | Compétition hommes                            | 16e de finale              | -                                                                          | -          |
| 11 h 30 |                       | Aviron Deux de couple poids léger                     | Compétition femmes                            | Séries                     | -                                                                          | -          |
| 11 h 40 |                       | Gymnastique artistique Qualifications (Groupe 2)      | Compétition femmes                            | Qualifications             | -                                                                          | -          |
| 11 h 48 |                       | Boxe Poids lourds (Moins de 92 kg)                    | Compétition hommes                            | 16e de finale              | -                                                                          | -          |
| 12 h 0  |                       | Aviron Deux de couple poids léger                     | Compétition hommes                            | Séries                     | -                                                                          | -          |
| 12 h 0  |                       | Skateboard Street                                     | Compétition femmes                            | Qualifications             | -                                                                          | -          |
| 12 h 0  |                       | Tennis Simple                                         | Compétition hommes                            | 1er tour                   | -                                                                          | -          |
| 12 h 0  |                       | Tennis Simple                                         | Compétition femmes                            | 1er tour                   | -                                                                          | -          |
| 12 h 0  |                       | Tennis Double                                         | Compétition hommes                            | 1er tour                   | -                                                                          | -          |
| 12 h 0  |                       | Tennis Double                                         | Compétition femmes                            | 1er tour                   | -                                                                          | -          |
| 12 h 0  |                       | Tir Pistolet à 10 m air comprimé                      | Compétition femmes                            | Finale                     | Oh Ye-jin · Kim Ye-ji · Manu Bhaker                                        |            |
| 12 h 5  |                       | Water-polo Tournoi masculin                           | Compétition hommes                            | Tour préliminaire Groupe B | Serbie vs Japon                                                            |            |
| 12 h 20 |                       | Boxe Poids mouches (Moins de 50 kg)                   | Compétition femmes                            | 16e de finale              | -                                                                          | -          |
| 12 h 20 |                       | Judo Moins de 66 kg                                   | Compétition hommes                            | 8e de finale               | -                                                                          | -          |
| 12 h 30 |                       | Aviron Quatre sans barreur                            | Compétition femmes                            | Séries                     | -                                                                          | -          |
| 12 h 45 |                       | Hockey sur gazon Tournoi féminin                      | Compétition femmes                            | Tour préliminaire Groupe B | Australie vs Afrique du Sud                                                |            |
| 12 h 50 |                       | Aviron Quatre sans barreur                            | Compétition hommes                            | Séries                     | -                                                                          | -          |
| 12 h 52 |                       | Boxe Poids welters (Moins de 66 kg)                   | Compétition femmes                            | 16e de finale              | -                                                                          | -          |
| 13 h 0  |                       | Volley-ball Tournoi féminin                           | Compétition femmes                            | Tour préliminaire Groupe B | Pologne vs Japon                                                           |            |
| 13 h 15 |                       | Hockey sur gazon Tournoi féminin                      | Compétition femmes                            | Tour préliminaire Groupe B | Grande-Bretagne vs Espagne                                                 |            |
| 13 h 16 |                       | Judo Moins de 66 kg                                   | Compétition hommes                            | 1/4 de finale              | -                                                                          | -          |
| 13 h 30 |                       | Basket-ball Tournoi féminin                           | Compétition femmes                            | Tour préliminaire Groupe A | Espagne vs Chine                                                           |            |
| 14 h 0  |                       | Handball Tournoi féminin                              | Compétition femmes                            | Tour préliminaire Groupe A | Suède vs Allemagne                                                         |            |
| 14 h 10 |                       | VTT Cross-country                                     | Compétition femmes                            | Finale                     | Pauline Ferrand-Prévot · Haley Batten · Jenny Rissveds                     |            |
| 14 h 15 |                       | Tir à l'arc Par équipes                               | Compétition femmes                            | 1/4 de finale              | -                                                                          | -          |
| 14 h 50 |                       | Gymnastique artistique Qualifications (Groupe 3)      | Compétition femmes                            | Qualifications             | -                                                                          | -          |
| 15 h 0  |                       | Water-polo Tournoi masculin                           | Compétition hommes                            | Tour préliminaire Groupe A | Italie vs États-Unis                                                       |            |
| 15 h 30 |                       | Boxe Poids plumes (Moins de 57 kg)                    | Compétition hommes                            | 16e de finale              | -                                                                          | -          |
| 15 h 30 |                       | Canoë-kayak (slalom) K1                               | Compétition femmes                            | 1/2 finale                 | -                                                                          | -          |
| 15 h 30 |                       | Rugby à sept                                          | -                                             | Tour préliminaire          | vs                                                                         |            |
| 15 h 46 |                       | Boxe Poids welters (Moins de 71 kg)                   | Compétition hommes                            | 16e de finale              | -                                                                          | -          |
| 15 h 47 |                       | Tir à l'arc Par équipes                               | Compétition femmes                            | 1/2 finale                 | -                                                                          | -          |
| 16 h 0  |                       | Handball Tournoi féminin                              | Compétition femmes                            | Tour préliminaire Groupe A | Danemark vs Norvège                                                        |            |
| 16 h 0  |                       | Judo Moins de 66 kg                                   | Compétition hommes                            | Repêchages                 | -                                                                          | -          |
| 16 h 0  |                       | Rugby à sept                                          | -                                             | Tour préliminaire          | vs                                                                         |            |
| 16 h 0  |                       | Tennis de table Double mixte                          | Compétition en couple (1 homme et 1 femme)    | 1/4 de finale              | -                                                                          | -          |
| 16 h 2  |                       | Boxe Poids lourds (Moins de 92 kg)                    | Compétition hommes                            | 8e de finale               | -                                                                          | -          |
| 16 h 17 |                       | Judo Moins de 66 kg                                   | Compétition hommes                            | 1/2 finale                 | -                                                                          | -          |
| 16 h 30 |                       | Rugby à sept                                          | -                                             | Tour préliminaire          | vs                                                                         |            |
| 16 h 34 |                       | Judo Moins de 52 kg                                   | Compétition femmes                            | Repêchages                 | -                                                                          | -          |
| 16 h 35 |                       | Water-polo Tournoi masculin                           | Compétition hommes                            | Tour préliminaire Groupe A | Croatie vs Monténégro                                                      |            |
| 16 h 48 |                       | Tir à l'arc Par équipes                               | Compétition femmes                            | Finale                     | Corée du Sud · Chine · Mexique                                             |            |
| 16 h 50 |                       | Boxe Poids mouches (Moins de 50 kg)                   | Compétition femmes                            | 16e de finale              | -                                                                          | -          |
| 16 h 51 |                       | Judo Moins de 52 kg                                   | Compétition femmes                            | 1/2 finale                 | -                                                                          | -          |
| 17 h 0  |                       | Football Tournoi féminin                              | Compétition femmes                            | Tour préliminaire Groupe C | Brésil vs Japon                                                            |            |
| 17 h 0  |                       | Football Tournoi féminin                              | Compétition femmes                            | Tour préliminaire Groupe A | Nouvelle-Zélande vs Colombie                                               |            |
| 17 h 0  |                       | Hockey sur gazon Tournoi masculin                     | Compétition hommes                            | Tour préliminaire Groupe A | Allemagne vs Espagne                                                       |            |
| 17 h 0  |                       | Rugby à sept                                          | -                                             | Tour préliminaire          | vs                                                                         |            |
| 17 h 0  |                       | Skateboard Street                                     | Compétition femmes                            | Finale                     | Coco Yoshizawa · Liz Akama · Rayssa Leal                                   |            |
| 17 h 0  |                       | Volley-ball Tournoi masculin                          | Compétition hommes                            | Tour préliminaire          | vs                                                                         |            |
| 17 h 15 |                       | Basket-ball Tournoi masculin                          | Compétition hommes                            | Tour préliminaire Groupe C | Serbie vs États-Unis                                                       |            |
| 17 h 18 |                       | Judo Moins de 66 kg                                   | Compétition hommes                            | Finale                     | Hifumi Abe · Willian Lima · Gusman Kyrgyzbayev / Denis Vieru               |            |
| 17 h 22 |                       | Boxe Poids welters (Moins de 66 kg)                   | Compétition femmes                            | 16e de finale              | -                                                                          | -          |
| 17 h 30 |                       | Hockey sur gazon Tournoi masculin                     | Compétition hommes                            | Tour préliminaire Groupe B | Belgique vs Nouvelle-Zélande                                               |            |
| 17 h 30 |                       | Rugby à sept                                          | -                                             | Tour préliminaire          | vs                                                                         |            |
| 17 h 45 |                       | Canoë-kayak (slalom) K1                               | Compétition femmes                            | Finale                     | Jessica Fox · Klaudia Zwolińska · Kimberley Woods                          |            |
| 17 h 49 |                       | Judo Moins de 52 kg                                   | Compétition femmes                            | Finale                     | Diyora Keldiyorova · Distria Krasniqi · Larissa Pimenta / Amandine Buchard |            |
| 18 h 0  |                       | Gymnastique artistique Qualifications (Groupe 4)      | Compétition femmes                            | Qualifications             | -                                                                          | -          |
| 18 h 0  |                       | Rugby à sept                                          | -                                             | Tour préliminaire          | vs                                                                         |            |
| 19 h 0  |                       | Football Tournoi féminin                              | Compétition femmes                            | Tour préliminaire Groupe C | Espagne vs Nigeria                                                         |            |
| 19 h 0  |                       | Football Tournoi féminin                              | Compétition femmes                            | Tour préliminaire Groupe B | Australie vs Zambie                                                        |            |
| 19 h 0  |                       | Handball Tournoi féminin                              | Compétition femmes                            | Tour préliminaire Groupe B | Angola vs Espagne                                                          |            |
| 19 h 0  |                       | Rugby à sept                                          | -                                             | Tour préliminaire          | vs                                                                         |            |
| 19 h 0  |                       | Surf Shortboard                                       | Compétition femmes                            | 2e tour                    | -                                                                          | -          |
| 19 h 0  |                       | Tennis Simple                                         | Compétition hommes                            | 1er tour                   | -                                                                          | -          |
| 19 h 0  |                       | Tennis Simple                                         | Compétition femmes                            | 1er tour                   | -                                                                          | -          |
| 19 h 0  |                       | Tennis Double                                         | Compétition hommes                            | 1er tour                   | -                                                                          | -          |
| 19 h 0  |                       | Tennis Double                                         | Compétition femmes                            | 1er tour                   | -                                                                          | -          |
| 19 h 30 |                       | Rugby à sept                                          | -                                             | Tour préliminaire          | vs                                                                         |            |
| 19 h 30 |                       | Water-polo Tournoi masculin                           | Compétition hommes                            | Tour préliminaire Groupe B | France vs Hongrie                                                          |            |
| 19 h 45 |                       | Hockey sur gazon Tournoi masculin                     | Compétition hommes                            | Tour préliminaire Groupe A | Pays-Bas vs France                                                         |            |
| 20 h 0  |                       | Boxe Poids welters (Moins de 71 kg)                   | Compétition hommes                            | 16e de finale              | -                                                                          | -          |
| 20 h 0  |                       | Rugby à sept                                          | -                                             | Tour préliminaire          | vs                                                                         |            |
| 20 h 0  |                       | Tennis de table Simple                                | Compétition hommes                            | 32e de finale              | -                                                                          | -          |
| 20 h 0  |                       | Tennis de table Simple                                | Compétition femmes                            | 32e de finale              | -                                                                          | -          |
| 20 h 15 |                       | Hockey sur gazon Tournoi masculin                     | Compétition hommes                            | Tour préliminaire Groupe A | Afrique du Sud vs Grande-Bretagne                                          |            |
| 20 h 16 |                       | Boxe Poids lourds (Moins de 92 kg)                    | Compétition hommes                            | 8e de finale               | -                                                                          | -          |
| 20 h 30 |                       | Natation 400 m 4 nages                                | Compétition hommes                            | Finale                     | Léon Marchand · Tomoyuki Matsushita · Carson Foster                        |            |
| 20 h 30 |                       | Rugby à sept                                          | -                                             | Tour préliminaire          | vs                                                                         |            |
| 20 h 45 |                       | Natation 100 m papillon                               | Compétition femmes                            | Finale                     | Torri Huske · Gretchen Walsh · Zhang Yufei                                 |            |
| 20 h 51 |                       | Natation 200 m nage libre                             | Compétition hommes                            | 1/2 finale                 | -                                                                          | -          |
| 21 h 0  |                       | Basket-ball Tournoi féminin                           | Compétition femmes                            | Tour préliminaire Groupe A | Serbie vs Porto Rico                                                       |            |
| 21 h 0  |                       | Football Tournoi féminin                              | Compétition femmes                            | Tour préliminaire Groupe A | France vs Canada                                                           |            |
| 21 h 0  |                       | Football Tournoi féminin                              | Compétition femmes                            | Tour préliminaire Groupe B | États-Unis vs Allemagne                                                    |            |
| 21 h 0  |                       | Handball Tournoi féminin                              | Compétition femmes                            | Tour préliminaire Groupe B | France vs Pays-Bas                                                         |            |
| 21 h 0  |                       | Rugby à sept                                          | -                                             | Tour préliminaire          | vs                                                                         |            |
| 21 h 0  |                       | Volley-ball Tournoi masculin                          | Compétition hommes                            | Tour préliminaire          | vs                                                                         |            |
| 21 h 4  |                       | Boxe Poids mouches (Moins de 50 kg)                   | Compétition femmes                            | 16e de finale              | -                                                                          | -          |
| 21 h 5  |                       | Water-polo Tournoi masculin                           | Compétition hommes                            | Tour préliminaire Groupe A | Roumanie vs Grèce                                                          |            |
| 21 h 10 |                       | Gymnastique artistique Qualifications (Groupe 5)      | Compétition femmes                            | Qualifications             | -                                                                          | -          |
| 21 h 15 |                       | Natation 100 m brasse                                 | Compétition femmes                            | 1/2 finale                 | -                                                                          | -          |
| 21 h 30 |                       | Rugby à sept Tournoi féminin                          | Compétition femmes                            | Tour préliminaire Groupe A | Nouvelle-Zélande 33 - 7 Canada                                             |            |
| 21 h 36 |                       | Boxe Poids welters (Moins de 66 kg)                   | Compétition femmes                            | 16e de finale              | -                                                                          | -          |
| 21 h 37 |                       | Natation 100 m dos                                    | Compétition hommes                            | 1/2 finale                 | -                                                                          | -          |
| 21 h 54 |                       | Natation 100 m brasse                                 | Compétition hommes                            | Finale                     | Nicolò Martinenghi · Nicolas Fink / Adam Peaty · non décernée              |            |
| 22 h 0  |                       | Natation 200 m nage libre                             | Compétition femmes                            | 1/2 finale                 | -                                                                          | -          |
| 23 h 48 |                       | Surf Shortboard                                       | Compétition hommes                            | 2e tour                    | -                                                                          | -          |

## Tableaux des médailles
- Pays organisateur (France)

| Rang  | Nation          | Or | Argent | Bronze | Total |
| ----- | --------------- | -- | ------ | ------ | ----- |
| 1     | Japon           | 3  | 2      | 0      | 5     |
| 2     | Corée du Sud    | 2  | 1      | 0      | 3     |
| 3     | France          | 2  | 1      | 1      | 4     |
| 4     | États-Unis      | 1  | 3      | 1      | 5     |
| 5     | Chine           | 1  | 1      | 1      | 3     |
| 5     | Italie          | 1  | 1      | 1      | 3     |
| 7     | Australie       | 1  | 0      | 0      | 1     |
| 7     | Ouzbékistan     | 1  | 0      | 0      | 1     |
| 9     | Brésil          | 0  | 1      | 2      | 3     |
| 10    | Grande-Bretagne | 0  | 1      | 1      | 2     |
| 11    | Kosovo          | 0  | 1      | 0      | 1     |
| 11    | Pologne         | 0  | 1      | 0      | 1     |
| 13    | Égypte          | 0  | 0      | 1      | 1     |
| 13    | Inde            | 0  | 0      | 1      | 1     |
| 13    | Kazakhstan      | 0  | 0      | 1      | 1     |
| 13    | Mexique         | 0  | 0      | 1      | 1     |
| 13    | Moldavie        | 0  | 0      | 1      | 1     |
| 13    | Suède           | 0  | 0      | 1      | 1     |
| Total | Total           | 12 | 14     | 14     | 40    |

| Rang  | Nation       | Or | Argent | Bronze | Total |
| ----- | ------------ | -- | ------ | ------ | ----- |
| 1     | Japon        | 4  | 2      | 1      | 7     |
| 2     | Australie    | 4  | 2      | 0      | 6     |
| 3     | États-Unis   | 3  | 6      | 3      | 12    |
| 4     | France       | 3  | 3      | 2      | 8     |
| 5     | Corée du Sud | 3  | 2      | 1      | 6     |
| Total | Total        | 25 | 27     | 29     | 81    |